# دوارتي نونو (دوق براغانزا)
الدوم دوارتي نونو دوق براغانزا (23 سبتمبر 1907 - 24 ديسمبر 1976)؛ كان زاعم العرش البرتغالي منذ 1932 بعد وفاة مانويل الثاني ملك البرتغال واستمر كذلك حتى وفاته، أصبح ميغيلي خلفاً لوالده ميغيل جانواريو، واستطاع في 1952 الرجوع إلى البرتغال  بعد إلغاء إتفاقية إيفورا مونتي منذ 1834 التي أبعدت جده ميغيل الأول من الحكم.
في عام 1942 أستطاع الزواج من الأميرة ماريا فرانسيسكا ابنة بيدرو دي ألكانتارا أمير غراو-بارا، وبهذا الزواج تم توحيد بين فرعين براغانزا البرتغالي والبرازيلي.

## روابط خارجية
- دوارتي نونو، دوق براغانزا على موقع مونزينجر (الألمانية)